# Orthopsyche colonica
Orthopsyche colonica is een schietmot uit de familie Hydropsychidae. De soort komt voor in het Australaziatisch gebied.